# Kasja (imię)
Kasja – imię żeńskie pochodzące od łacińskiej nazwy rodu Kasjuszy (Cassius). Wśród patronów – czterech świętych.
Kasja imieniny obchodzi 29 czerwca.
Męski odpowiednik: Kasjusz

## Osoby noszące to imię
- Kasja – bizantyjska poetka